# Alfeizerão
Alfeizerão és una freguesia del municipi d'Alcobaça, a Portugal. Té 27,99 km² d'àrea i 3.854 habitants (2011). La densitat poblacional n'és de 137,7 hab/km².
La seu de la freguesia és la vila d'Alfeizerão.
Un fòssil d'un ou, pertanyent a un Dacentrus, fou trobat a Alfeizerão pel geòleg Paul Choffat al 1908.

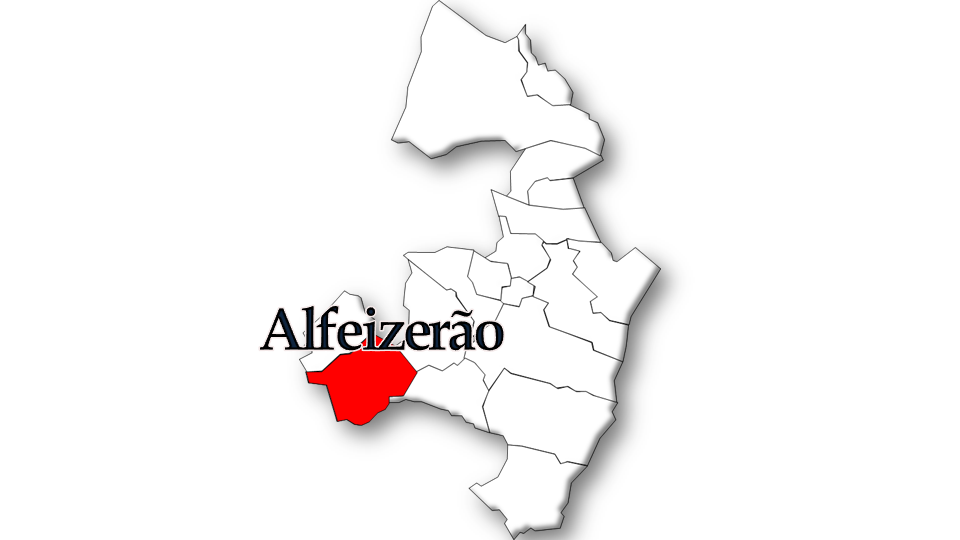
Situació al municipi d'Alcobaça

## Població

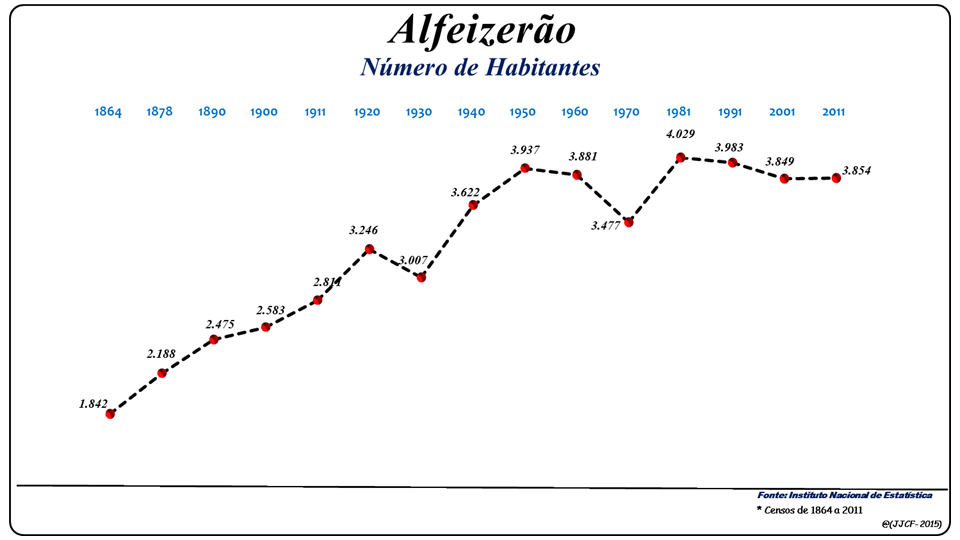
Evolució de la població (1864 / 2011)

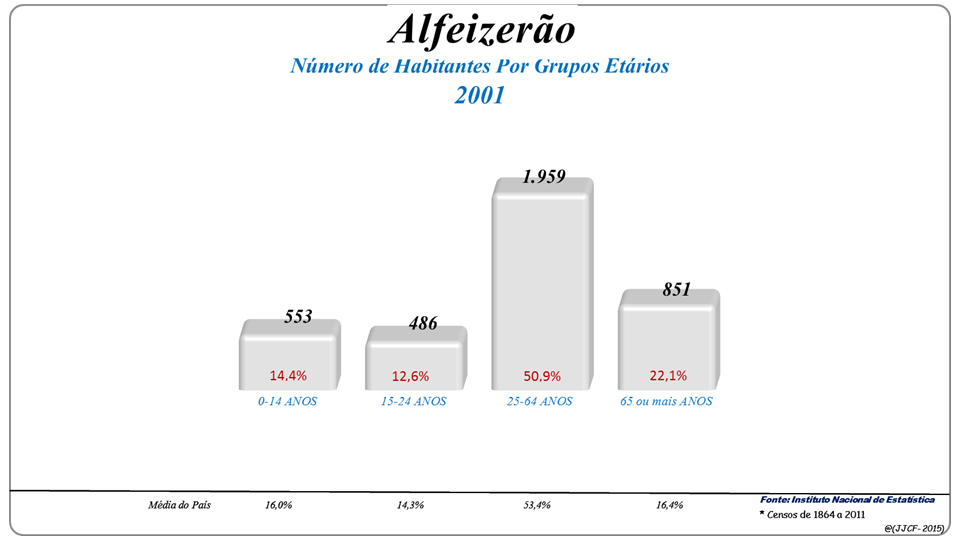
Grups d'edat (2001 i 2011)

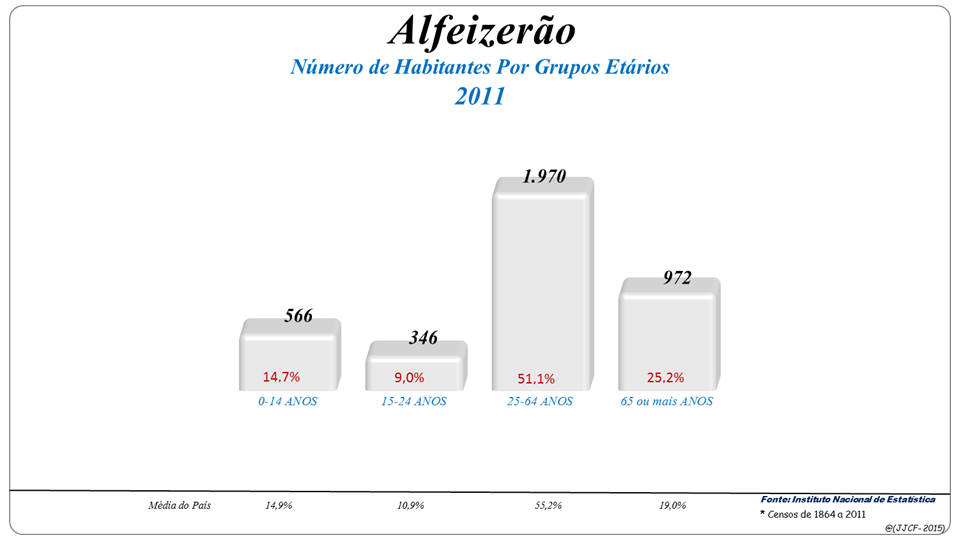
Grups d'edat (2001 i 2011)

| Població de la freguesia d'Alfeizerão | Població de la freguesia d'Alfeizerão | Població de la freguesia d'Alfeizerão | Població de la freguesia d'Alfeizerão | Població de la freguesia d'Alfeizerão | Població de la freguesia d'Alfeizerão | Població de la freguesia d'Alfeizerão | Població de la freguesia d'Alfeizerão | Població de la freguesia d'Alfeizerão | Població de la freguesia d'Alfeizerão | Població de la freguesia d'Alfeizerão | Població de la freguesia d'Alfeizerão | Població de la freguesia d'Alfeizerão | Població de la freguesia d'Alfeizerão | Població de la freguesia d'Alfeizerão |
| ------------------------------------- | ------------------------------------- | ------------------------------------- | ------------------------------------- | ------------------------------------- | ------------------------------------- | ------------------------------------- | ------------------------------------- | ------------------------------------- | ------------------------------------- | ------------------------------------- | ------------------------------------- | ------------------------------------- | ------------------------------------- | ------------------------------------- |
| 1864                                  | 1878                                  | 1890                                  | 1900                                  | 1911                                  | 1920                                  | 1930                                  | 1940                                  | 1950                                  | 1960                                  | 1970                                  | 1981                                  | 1991                                  | 2001                                  | 2011                                  |
| 1 842                                 | 2 188                                 | 2 475                                 | 2 583                                 | 2 811                                 | 3 246                                 | 3 007                                 | 3 622                                 | 3 937                                 | 3 881                                 | 3 477                                 | 4 029                                 | 3 983                                 | 3 849                                 | 3 854                                 |

## Història
Es pensa que fou fundada en l'època de la invasió musulmana de la península Ibèrica o potser en època gal·locelta.
Durant la conquista cristiana de la península, d'acord amb un document existent a la Torre do Tombo, va rebre furs als "21 dies d'octubre de l'era de 1370 anys", o siga, al 1332. Aquest document, en mans de l'abat del monestir d'Alcobaça, En João Martins, fou renovat el 1422 pel llavors abat En Fernando Quental, fins que, sota el regnat de Manuel I de Portugal, aquest sobirà el transformà en l'anomenat Foral Nou, el 1514.
Fou seu del municipi, constituït pel territori de la freguesia actual, amb alguns llogarets més hui pertanyents a la freguesia de Famalicão.
Amb la reforma administrativa de mitjan segle xix, el municipi s'anul·là i s'annexà a la freguesia de Sâo Martinho do Porto, hui també suprimida. S'inglogué llavors en la d'Alcobaça, després en Caldas da Rainha (per poc temps) i de nou en Alcobaça -on és des de l'inici del segle XX.
El llogaret és conegut pel seu famós pa de pessic.
S'hi fan les festes de Santo Amaro, del 14 al 17 de gener, i de Nostra Senyora del Rosari, al primer cap de setmana de setembre.

## Economia
Les seues principals activitats econòmiques són la fruticultura, l'agropecuària, la producció de lactis, formigó, ceràmica i l'activitat metal·lomecànica.

## Patrimoni
- Església Parroquial d'Alfeizerão
- Pelourinho d'Alfeizerão
- Vestigis de les muralles de l'antic castell d'Alfeizerão